# Солопенки
Солопенки — село в составе муниципального образования город Алексин Тульской области России.

## География
Солопенки — одно из крупнейших сел в Алексинском районе.
Село состоит из двух частей:
- Первая — ул. Школьная, Парковая, Победы.
- Вторая — ул. Сосновый бор, ул. Садовая, Мира, Молодёжная.

Рядом с селом располагаются берёзовая роща и сосновый бор. Ближайшие деревни: Курагино, Обухово, Колосово, Андреевка, Кузнецы.

## История
Первое упоминание в летописи (перепись податного населения) датируется 1782 годом.

## Население
| 2002 | 2010 |
| ---- | ---- |
| 595  | ↘579 |

## Инфраструктура
В селе есть 2 магазина, библиотека, школа, дом культуры, памятник героям Великой Отечественной войны, памятник Ленину, мясокомбинат.